# Kaszap Antal
Kaszap Antal (Soroksár, 1852. február 26. – Galgóc, 1883. március 17.) főreáliskolai tanár.

## Életpályája
Kaszap Antal közgyám és Drexler Teréz fia. Gimnáziumi tanulmányait Nagyszombatban és Pesten végezte s 1871-ben Nagyszombatban tett érettségi vizsgát. 1871-74-ig a budapesti egyetemen a bölcseleti tantárgyakat hallgatta. 1876 júniusában Budapesten nyert tanképesítést a földrajztudományból és történelemből. 1872 októberétől 1875. október végéig a Röser-féle kereskedelmi tanintézetben volt alkalmazva. 1875 októberében a budapesti VII. kerületi községi polgári leányiskolához neveztetett ki segédtanárnak; 1876. július 6-án pedig a VIII. kerületi főreáliskolához rendes tanárnak; innét ment a galgóci állami polgári iskolához.

## Művei
- Földrajz a középiskolák használatára. I. Ázsia, Afrika és a csillagászati földrajz elemei, különös tekintettel a felfedezések és gyarmatosítások történelmére. II. Amerika, Ausztrália, Polynezia. Bpest, 1877. Két rész.
- Összehasonlító politikai földrajz a középiskolák VIII. oszt. használatára. Uo. 1878.
- Egyetemes földrajzi tankönyv. Polgári és középiskolák alsó négy oszt. használatára. Debreczen, 1881. (2. kiadás. Uo. 1884.)
- Nyitramegye földrajza. A miniszteri tanterv nyomán a népiskolák III. osztálya használatára. Pozsony, 1882. (tsz. Orbók Mór)